# Ремі Кабелла
Ремі́ Кабелла́ (фр. Rémy Cabella, нар. 8 березня 1990, Аяччо) — французький футболіст, півзахисник клубу «Лілль». Має досвід виступів у складі національної збірної Франції.
Чемпіон Франції.

## Клубна кар'єра
Народився 8 березня 1990 року в місті Аяччо. Вихованець футбольної школи клубу «Монпельє». Дорослу футбольну кар'єру розпочав 2009 року в основній команді того ж клубу. Не провівши жодної офіційної гри за свій клуб, 2010 року був відданий в оренду до  «Арль-Авіньйона», в якому й отримав перший досвід ігор на дорослому рівні.
До складу «Монпельє» повернувся з оренди 2011 року, ставши стабільно потрапляти до основного складу його команди. У першому ж сезоні після повернення допоміг команді уперше в її історії стати чемпіоном Франції. Разом з клубом дебютував у Лізі чемпіонів. Сезон 2013/14 був особливо результативним для Кабелла: він відзначився 14 забитими м'ячами в Лізі 1 та ввійшов до десятки найкращих бомбардирів чемпіонату.
14 липня 2014 Кабелла перейшов до англійського «Ньюкасл Юнайтед» за 10 мільйонів євро. Перший сезон у Прем'єр-лізі був невдалим: лише 1 гол та 2 результативні передачі в 34 матчах (23 з яких у стартовому складі). Зокрема, його невисокий зріст та вага погано підходили для атлетичного британського футболу. За підсумками сезону керівництво клубу перестало вірити у француза, а його підписання оцінили як невдачу.
19 серпня 2015 Ремі перейшов на правах оренди з правом викупу до «Марселя» — клубу, за який він уболівав. За підсумками першого сезону марсельський клуб викупив Кабелла влітку 2016. Протягом двох сезонів був основним атакувальним півзахисником, провівши 77 матчів у всіх змаганнях та забивши 12 голів. Втім, на початку сезону 2017/18 він втратив місце в основному складі та не був пріоритетом Руді Гарсія та вирішив залишити клуб.
31 серпня 2017 перейшов на правах оренди з «Марселя» до «Сент-Етьєна». Після успішного сезону 2017/18 влітку 2018 «Сент-Етьєн» викупив права на гравця. За два сезони провів у складі клубу 64 матчі в усіх турнірах та забив 18 голів.
26 липня 2019 Кабелла перейшов до російського «Краснодара» за 12 мільйонів євро, ставши найдорожчим гравцем команди. В серпні він зазнав розриву хрестоподібних зв'язок та вибув щонайменш на півроку.

## Виступи за збірні
Протягом 2010–2012 років залучався до складу молодіжної збірної Франції. На молодіжному рівні зіграв у 17 офіційних матчах, забив 4 голи.
27 травня 2014 року дебютував в офіційних матчах у складі національної збірної Франції, вийшовши на заміну на 80-й хвилині у товариській грі проти збірної Норвегії. 6 червня 2014 року був доданий до заявки національної команди для участі у фінальній частині чемпіонату світу 2014 року у Бразилії як заміна травмованому Клеману Греньє.

## Титули і досягнення
- Чемпіон Франції (1):

«Монпельє»: 2011-12